# Ach, kak chočetsja žit'
Ach, kak chočetsja žit' (in russo Ах, как хочется жить?) è il sesto album in studio della cantante russa Alla Pugačëva, pubblicato nel 1985 dalla Melodija e Balkanton.

## Tracce
Lato A
1. Ach, kak chočetsja žit' – 3:33 (testo: Diomid Kostjurin – musica: Alla Pugačëva)
2. Ždi i pomni menja – 4:36 (testo: Il'ja Reznik – musica: Alla Pugačëva)
3. Kanatochodka – 5:52 (testo: Il'ja Reznik – musica: Alla Pugačëva)
4. Ajsberg – 4:25 (testo: Lidija Kozlova – musica: Igor' Nikolaev)

Lato B
1. Million roz – 5:30 (testo: Andrej Voznesenskij – musica: Raimonds Pauls)
2. Starinnye časy – 4:38 (testo: Il'ja Reznik – musica: Raimonds Pauls)
3. Cyganskij chor – 4:36 (testo: Il'ja Reznik – musica: Vladimir Šainskij)
4. Sonet – 4:05 (testo: William Shakespeare; testo russo: Samuil Maršak – musica: Tichon Chrennikov)